# Канадский музей сельского хозяйства

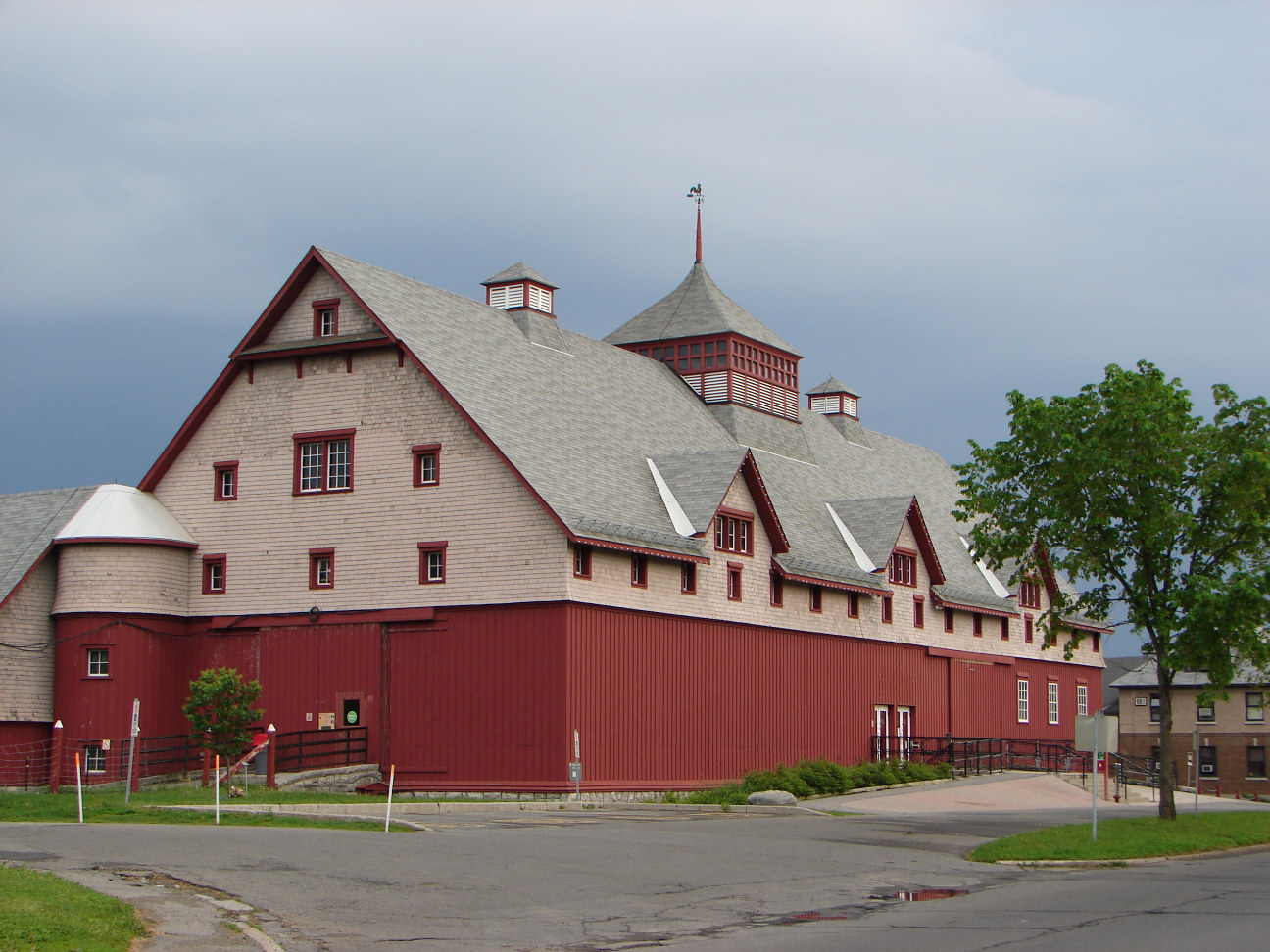
Одно из зданий (выставочный павильон) Канадского музея сельского хозяйства

Канадский музей сельского хозяйства (англ. Canada Agriculture Museum, фр. Musée de l'agriculture du Canada) — музей в Оттаве. Расположен на территории Центральной экспериментальной фермы. На территории музея работает ферма. Цель музея — продемонстрировать в действии сельскохозяйственные технологии и их влияние на жизнь Канады. В музее постоянно организуются программы для публики и шоу. Хотя загоны для скота открыты круглый год, экспозиции музея работают только с марта по октябрь. Ежегодно в мае проводится Фестиваль стрижки овец (англ. Sheep Shearing Festival, фр. Festival de tonte des moutons). Музей находится под управлением Канадской корпорации музея науки и технологии, которая также управляет Музеем науки и технологии и Музеем авиации.